# Temple de Coppet
Le temple de Coppet est un lieu de culte protestant situé dans la commune de Coppet, en Suisse. La paroisse est membre de l'Église évangélique réformée du canton de Vaud.

## Histoire
À la suite de sa nomination comme baron et seigneur de Coppet en 1484, Amédée de Viry fonde en 1490 un couvent de Dominicains dans ce bourg. Le couvent n'est approuvé définitivement qu'en 1498, mais le chantier débute plus tôt. En 1492 déjà, un agrandissement du chœur est autorisé, et les charpentes des toitures sont posées vers 1494. La construction de cette église de style gothique flamboyant (ou gothique tardif) sur le modèle de l'église Saint-Maurice d'Annecy, imposa le déplacement d'une chapelle urbaine plus ancienne datant du XIIIe siècle qui devint celle de l'hôpital et fut accolée à la nef de l'église des Dominicains. Cet hôpital fut désaffecté en 1553 pour devenir finalement l'hôtel de ville.
Quant à l'église des Dominicains, exceptionnellement bien conservée, elle a néanmoins subi les aléas de l'histoire. À la Réforme protestante, en 1536, elle devient lieu de culte protestant destiné à la communauté locale. Devenue simple auditoire pour la prédication, elle perd alors son jubé et son mobilier catholique. En toiture, le petit clocheton hérité des Dominicains est transformé vers 1723 en petit clocher octogonal d'influence genevoise, lié en 1774 en façade à un pignon classique qui lui donne un aspect plus proche d'un temple.
L'église conserve des stalles gothiques remarquables dues à l'atelier des Vuarser, de la fin du XVe siècle.
Vitraux de 1495 (actuellement au Musée de Coppet : anges, armoiries de la famille de Viry, christogramme). Dans l'église, vitraux de Charles Clément.
Monuments funéraires de Daniel de Bellujon (1564?-1630) et de Gaspard de Smeth (vers 1711-1771), anciens possesseurs du château.
Le grand orgue a été construit en 1992 par la Manufacture Kuhn de Männedorf.
Le temple est inscrit comme bien culturel suisse d'importance nationale.